# Claire Henderson
Claire Henderson (* 8. Oktober 1971) ist eine nordirische Badmintonspielerin.

## Karriere
Claire Henderson gewann 1996 die irischen Meisterschaften im Mixed mit Bruce Topping und 1998 den Titel im Damendoppel mit Jayne Plunkett. 1998 und 2002 nahm sie an den Commonwealth Games teil.

## Sportliche Erfolge
| Saison | Veranstaltung                 | Disziplin   | Platz | Name                              |
| ------ | ----------------------------- | ----------- | ----- | --------------------------------- |
| 1996   | Irland: Einzelmeisterschaften | Mixed       | 1     | Bruce Topping / Claire Henderson  |
| 1998   | Irland: Einzelmeisterschaften | Damendoppel | 1     | Claire Henderson / Jayne Plunkett |

## Referenzen
- Claire Henderson beim Badminton-Weltverband

| Personendaten    | Personendaten                  |
| ---------------- | ------------------------------ |
| NAME             | Henderson, Claire              |
| KURZBESCHREIBUNG | nordirische Badmintonspielerin |
| GEBURTSDATUM     | 8. Oktober 1971                |